# Masyw Dzikowca i Lesistej Wielkiej
Zasugerowano, aby zintegrować ten artykuł z artykułem Pasmo Lesistej (dyskusja). Nie opisano powodu propozycji integracji.
Masyw Dzikowca i Lesistej Wielkiej – pasmo górskie w Sudetach Środkowych w północno-zachodniej części Gór Kamiennych.
Góry Kamienne obejmują: Pasmo Lesistej oraz Dzikowca Wielkiego. W związku z dwoma ostatnimi pozycjami pojawiła się pewna różnica w nazewnictwie. Niektórzy specjaliści uznają oba pasma za osobne w nazwie jednostki. Inni natomiast wyodrębniają Masyw Dzikowca i Lesistej, który dzieli się na dwie części, mianowicie na pasma Lesistej i Dzikowca.

## Położenie
Masyw Dzikowca i Lesistej Wielkiej położony jest w całości na terenie Parku Krajobrazowego Sudetów Wałbrzyskich, na południe od Boguszowa-Gorców. Od wschodniej strony głęboką doliną przełomu Ścinawki oddzielony jest od Masywu Stożka, od południa graniczy z Obniżeniem Mieroszowskim, od północnego wschodu Kotlina Kuźnicka oddziela masyw od Gór Wałbrzyskich, a od zachodu Grzędzki Potok oddziela od wzgórz: Krzeszowskich i Czarnego Lasu.

### Charakterystyka
W kierunku wschodnim od doliny Grzędzkiego Potoku zaczyna się wielkie, pokryte zwartymi lasami Pasmo Lesistej, które w kierunku północy opada stromą ścianą masywu Dzikowca w stronę Boguszowa-Gorców. Jest to silnie urzeźbiony masyw porfirowy o ciekawej strukturze geologicznej. Masyw stanowi zachodni człon Gór Kamiennych i prawie w całości, zalesiony jest lasem regla dolnego (600–800 m n.p.m.). Masyw charakteryzują stożkowe powulkaniczne wzniesienia o stromych zboczach.

### Budowa
Masyw Dzikowca i Lesistej Wielkiej zbudowany jest z permskich skał wylewnych – melafirów i porfirów oraz tufitów. Występują tu fragmenty kopuł i kominów wulkanicznych, pozostałości pokryw lawowych i tufowych oraz różne efekty procesów denudacji: osuwiska skalne, skałki stokowe, gołoborza, głębokie suche doliny. Rzeźbę masywu kształtują wypiętrzone stożkowe szczyty. Masyw mimo niewielkich wysokości posiada strome zbocza i niespokojną, poszarpaną linię grzbietową. Masyw poprzecinany jest wąskimi suchymi dolinami oraz dolinami górskich potoków. Najwyższymi szczytami są Lesista Wielka (851 m n.p.m.) i Dzikowiec Wielki (836 m n.p.m.).

## Krajobraz
Krajobraz masywu, przedstawia krajobraz niskich gór z niezwykle różnorodną rzeźbą terenu. Najwyższe wzniesienia nie przekraczają 860 m n.p.m. Występują tu doliny wzdłuż górskich potoków, wdzierające się w zbocza. Szczyty stożkowe z wyraźnym podkreśleniem stromych zboczy. Większość obszaru zajmują lasy. Wzniesienia porośnięte są aż po szczyty. Ze zboczy roztaczają się panoramy na okoliczne miejscowości i oddalone pasma górskie.Krajobraz częściowo przeobrażony. Pierwotny charakter krajobrazu w większości został zachowany.

### Klimat
Położenie fizyczno-geograficzne masywu oraz pobliskie pasma gór otaczających sprawiają, że nad masywem ścierają się różnorodne masy powietrzne, wpływające na kształtowanie się typów pogody i zjawisk atmosferycznych tego mikroregionu. Obszar masywu odznacza się specyficznym, surowym klimatem (mrozowiska). Pory roku są łatwo rozpoznawalne i wyznaczane przez przebieg temperatury: ciepła i wilgotna wiosna, ciepłe i często suche lato, chłodna i wilgotna jesień oraz mroźna zima ze znacznymi opadami śniegu. Zachmurzenie: średnie występuje w okresie jesienno–zimowym, najmniejsze w lecie. Opadom często towarzyszą gwałtowne burze z wyładowaniami

### Wody
Masyw Dzikowca i Lesistej Wielkiej należy do dorzecza Odry największą rzeką odwadniającą masyw jest Ścinawka oraz jej dopływowe potoki górskie wypływające z masywu.

## Miejscowości
W pobliżu masywu położone są miejscowości: Grzędy, Kochanów, Kowalowa, Boguszów-Gorce.

## Komunikacja
U podnóża masywu przechodzą szlaki komunikacyjne:
- od wschodniej strony kolejowy: Wałbrzych – Mieroszów – Czechy
- od wschodniej strony droga krajowa nr 35 – do Golińska
- od północnej strony droga lokalna: Boguszów-Gorce – Czarny Bór
- od zachodniej strony droga lokalna: Czarny Bór – Kochanów

## Turystyka
Przez masyw przechodzą szlaki turystyczne:
- zielony – prowadzący z Boguszowa-Gorców do dworca kolejowego Wałbrzych Główny przez Sokołowsko  i Andrzejówkę.
- czerwony – fragment Głównego Szlaku Sudeckiego prowadzący z Krzeszowa na Wielką Sowę przez Sokołowsko, Bukowiec i Andrzejówkę.
- żółty – prowadzący z Mieroszowa do Głuszycy przez Sokołowsko zamek Radosno i Rogowiec,
- niebieski – prowadzący od przystanku autobusowego linii nr 2 na Sobięcinie przez Boguszów-Gorce oraz Dzikowiec Wielki na szczyt Lesistej Wielkiej.

### Obiekty sportowo rekreacyjne
- na północno-zachodnim zboczu Dzikowca położony jest Ośrodek Sportów Narciarskich i Lotniarskich „Dzikowiec” obok którego narciarska trasa zjazdowa z wyciągiem.
- po stronie zachodniej masywu na wschód od miejscowości Grzędy znajduje się ośrodek rekreacyjny z kempingiem i łowiskiem.

### Warto zobaczyć
- Kościół pod wezwaniem św. Jadwigi w Grzędach z XIII wieku z renesansowym i wczesnobarokowym wyposażeniem, przebudowany na gotycki około 1550 r. oraz w XVII i XVIII wiek, odremontowany w 1964 r. Prezbiterium nakryte jest sklepieniem krzyżowo-żebrowym, a we wnętrzu rzeźbiony renesansowy ołtarz z drugiej połowy XVI wieku. Obok kościoła cmentarz, na którym rośnie unikat, być może w skali europejskiej – prawdziwy fenomen natury: tuja i klon o wspólnym pniu tzw. tujoklon.
- Ruiny gotyckiego zamku „Kondratów” w Grzędach.
- buczące szczeliny wiatrowe na Lesistej Wielkiej.